# Фючърсен договор
Вижте пояснителната страница за други значения на Фючърси.
Фю̀чърсен договор (на английски: futures contract) е дериватен инструмент. За разлика от форуърден договор е стандартизиран. Активът, който се търгува, е определен като количество и дата на осъществяване на сделката. Търговията става на борса. Сделки осъществяват търговци, които са на противоположно мнение относно пазарната цена на актива към датата на падежа. Продавачите очакват цената на актива да е по-ниска от тази в договора, а купувачите очакват обратното – цената на актива да е по-висока от договорената. При сключване на фючърса, страните (продавач и купувач) се договарят само за цената и срока на доставка. Останалите параметри на актива (количество, качество, опаковка, маркировка и др.) са договорени предварително в спецификацията на борсовия контракт. Страните носят отговорност пред борсата до изпълнение на фючърса.

## Спецификация на фючърса
Спецификация на фючърса е документ, утвърден от борсата, в който са договорени основните условия на фючърсния контракт.
В спецификациите на фючърса са включени следните параметри:
- име на контракта
- условно наименование (съкращение)
- тип на контракта (финансов сетълмент/физически сетълмент)
- размер контракта – количество на базовия актив в един договор
- срокът на договора
- дата на доставката
- минималното изменение на цената
- стойността на минималната стъпка на изменение

Утвърждаването на фючърсните сделки като важен борсов инструмент е резултат от уникалните възможности, които те осигуряват за спекулиране и за хеджиране. Най-активните участници на фючърсния пазар – спекулантите, поемат риска да търгуват фючърси, за да реализират печалба от промяната на цените в бъдеще, без да е необходимо да участват в реални операции. Вторият вид участници на фючърсния пазар – хеджърите, сключват фючърсни сделки, за да противодействат на ценовия и на търговския риск, които носят като контрагенти по реални търговски сделки. Фючърсните сделки се използват за изграждане на две борсови стратегии – спекулиране и хеджиране, които могат да бъдат реализирани само при много добро познаване на механизма им и на конкретните им разновидности.